# Księstwo Zadźwińskie
Księstwo Zadźwińskie (Księstwo Inflanckie, łac. Ducatus Ultradunensis), zwane też Inflantami polskimi – posiadłość Rzeczypospolitej Obojga Narodów, istniejąca w latach 1561–1621.
Na mocy paktu wileńskiego, Konfederacja Inflancka została podzielona na zwasalizowane wobec Rzeczypospolitej Księstwo Kurlandii i Semigalii oraz Księstwo Zadźwińskie. W dniu 25 grudnia 1566 roku ogłoszono oficjalne ustanowienie Księstwa Zadźwińskiego, inkorporowanego do Wielkiego Księstwa Litewskiego. Zmienił tę relację akt wydany przez króla Zygmunta Augusta 3 sierpnia 1569 w ramach unii lubelskiej, który poddał Inflanty Rzeczypospolitej jako całości, a nie odrębnie Koronie czy Litwie, a jego gubernatorem mianowano Jana Hieronimowicza Chodkiewicza. Od tego czasu Inflanty były uważane za wspólną posiadłość Korony i Litwy.
Księstwo Zadźwińskie zostało podzielone na cztery okręgi: ryski, trejdeński, wendeński i dyneburski. W latach 1577–1582 znajdowało się pod okupacją rosyjską. Po odzyskaniu Inflant przez Stefana Batorego, zostały podzielone na trzy prezydia: dorpackie, parnawskie i wendeńskie, zamienione w 1598 roku na województwa.
Ordinatio Livoniae Sejmu z 1589 r., ustalała kolejność obsadzania starostw przez szlachtę koronną i litewską. Przysięga starostów składana była spolney Rzeczypospoiitey Korony Polskiey, y Wielkiego Xięstwa Litewskiego.
W roku 1598 nowa uchwalona przez Sejm ustawa dotycząca Inflant, tak zwana Ordinatio Livoniae II, dopuściła do urzędów w Inflantach, na zasadzie alternaty, także miejscową szlachtę niemiecką, co równało się praktycznie jako podkreślenie administracyjnej odrębności Księstwa Inflanckiego jako trzeciego kraju zunifikowanej Rzeczypospolitej.
Po wojnie polsko-szwedzkiej większość ziem księstwa została w 1621 roku włączona do Inflant szwedzkich, co potwierdził rozejm w Altmarku z 1629 roku. W rękach polskich pozostała wschodnia część województwa wendeńskiego, które przekształcone zostało w województwo inflanckie.